# Buza (Rumanía)
Buza es una comuna Rumania, en el distrito de Cluj. Su población en el censo de 2002 era de 1.394 habitantes.
- Datos: Q16426157

1. ↑  Worldpostalcodes.org,código postal n.º 407115.